# 14e cérémonie des Florida Film Critics Circle Awards
La 14e cérémonie des Florida Film Critics Circle Awards, décernés par le Florida Film Critics Circle, a eu lieu le 21 décembre 2009, et a récompensé les films réalisés dans l'année.

## Palmarès
- Meilleur film :
  - In the Air (Up in the Air)
- Meilleur réalisateur :
  - Jason Reitman pour In the Air (Up in the Air)
- Meilleur acteur :
  - George Clooney pour le rôle de Ryan Bingham dans In the Air (Up in the Air)
- Meilleure actrice :
  - Gabourey Sidibe pour le rôle de Claireece "Precious" Jones dans Precious (Precious: Based on the Novel 'Push' by Sapphire)
- Meilleur acteur dans un second rôle :
  - Christoph Waltz pour le rôle du colonel Hans Landa dans Inglourious Basterds
- Meilleure actrice dans un second rôle :
  - Mo'Nique pour le rôle de Mary Lee Johnston dans Precious (Precious: Based on the Novel 'Push' by Sapphire)
- Meilleur scénario :
  - (500) jours ensemble ((500) Days of Summer) – Scott Neustadter et Michael H. Weber
- Meilleure photographie :
  - Avatar – Mauro Fiore
- Meilleur film en langue étrangère :
  - Sin Nombre •  Mexique /  États-Unis
- Meilleur film d'animation : 
  - Là-haut (Up)
- Meilleur film documentaire :
  - The Cove
- Pauline Kael Breakout Award : (meilleure révélation)
  - Gabourey Sidibe – Precious (Precious: Based on the Novel 'Push' by Sapphire)